# 馬梅奇
51°18′8″N 28°59′36″E / 51.30222°N 28.99333°E
馬梅奇（烏克蘭語：Мамеч），是烏克蘭北部的村莊，隸屬日托米爾州的科羅斯滕區。該村面積0.36平方公里，海拔高度136米，2001年人口74，人口密度每平方公里205.56人。